# Römischer Münzschatz von Kumpfmühl
Der Römische Münzschatz von Kumpfmühl ist ein Depotfund, der 1989 im Westen des ehemaligen Kastells Kumpfmühl bei Regensburg gefunden wurde. Der Schatz ist ausgestellt im Historischen Museum der Stadt Regensburg, Abteilung Römerfunde.

## Geschichte
1989 wurde der Schatz bei Bauarbeiten direkt bei der Pfarrkirche St. Wolfgang in Kumpfmühl gefunden. Der Fund war in einem Bronzekessel deponiert und konnte vollständig geborgen werden. Er ist mit 25 Goldmünzen (aurei) und 610 Silberdenaren, dazu goldenen Siegelringen und silbernen Schmuckstücken aus Pannonien der größte Fund bislang in Süddeutschland. Die sogenannten Schlussmünzen, denen man das späteste Datum der Erstprägung zuordnen kann, sind acht typengleiche, sogar weitgehend stempelidentische Denare des Kaisers Mark Aurel von 166, die prägefrisch erhalten waren. Sie sind offenbar nie im Umlauf gewesen, sondern „ziemlich unmittelbar nach der Emission im Jahr 166 in den Boden gekommen“. Gerade die sofortige Sicherung dieser Münzen zeigt an, dass die Zerstörung des Kastells nicht unmittelbar der Sicherung der Münzen gefolgt sein muss. Der Schatz wurde vermutlich im Zusammenhang mit den Markomannenkriegen um 167 im Bereich der Zivilsiedlung des römischen Kohortenlagers Kumpfmühl vergraben.

## Umfang des Fundes
Insgesamt gehören zum Fund:
- diverse Münzen: 25 Aurei, 610 Denare, zwei Asse, ein Quadrans
- vier schwere goldene Fingerringe
- zwei goldene Anhänger, radförmig bzw. halbmondförmig
- ein silbernes Miniaturgefäß
- zwei silberne Halsketten
- ein Paar Armringe aus Silberblech
- ein Paar Kolbenarmringe aus Silber
- ein Paar Flügelfibeln aus versilbertem Bronzeblech, Herkunft: Noricum-Pannonien
- ein Bronzekessel, in dem die übrigen Gegenstände sorgfältig verstaut waren

Es handelt sich offenbar um einen Familienschatz, etwa eines Offiziers und seiner Frau, der geradezu ein Musterbeispiel für einen römischen Versteckfund ist: Wertvolles persönliches Eigentum (Geld und Schmuck) wurde sorgfältig, nicht in panischer Eile innerhalb des befestigten Lagers verborgen, offenbar gedacht als längerfristige Sicherung.